# Commando

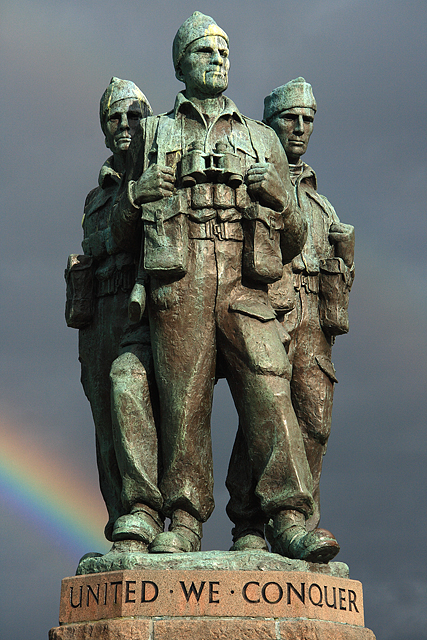
Commando Memorial – pomnik ku czci komandosów koło Spean Bridge w Szkocji (odsłonięty w 1952 roku)

Commando – brytyjskie formacje komandosów. Pierwsze oddziały tego typu powołano z inicjatywy Winstona Churchilla w 1940 roku z szeregów British Army. Od 1942 roku zaczęto tworzyć również jednostki komandosów Royal Marines i Royal Navy.
Oddziały Commando stanowiły trzon brytyjskich sił specjalnych podczas II wojny światowej, biorąc udział w wielu bitwach i operacjach na terenie Europy, Afryki i Azji. W początkowym okresie wojny były wykorzystywane do przeprowadzania operacji rajdowych i dywersyjnych, w celu nękania i wiązania sił Osi. Z czasem ich rola zaczęła ulegać zmianie i od końca 1943 roku komandosi stali się lekką piechotą szturmową wyspecjalizowaną w działaniach desantowych, zdolną do operowania na froncie wraz z oddziałami liniowymi.
Były wzorem i inspiracją do powstania podobnych formacji w innych państwach, a słowo „komandos” stało się synonimem członka sił specjalnych. Po wojnie większość jednostek Commando uległo likwidacji, z wyjątkiem trzech istniejących do czasów współczesnych, które wchodzą w skład 3 Commando Brigade (Royal Marines) i pełnią rolę sił szybkiego reagowania Zjednoczonego Królestwa. Z Commando swoje korzenie wywodzą również inne współczesne elitarne formacje brytyjskich sił zbrojnych, jak Special Air Service, Special Boat Service i Parachute Regiment.

## Komandosi Armii

### Geneza
4 czerwca 1940 roku została zakończona ewakuacja Brytyjskiego Korpusu Ekspedycyjnego z plaż Dunkierki (operacja Dynamo). Kilka dni później wycofano ostatnie alianckie oddziały walczące pod Narwikiem. Brytyjska armia utraciła więc ostatnie przyczółki na kontynencie, którego linia brzegowa od północnej Norwegii po Hiszpanię znalazła się pod kontrolą III Rzeszy.
Brytyjski premier Winston Churchill, przemawiając 4 czerwca w Parlamencie, stwierdził, że mimo poniesionych niepowodzeń nie należy ograniczać się do obrony Wysp Brytyjskich i biernego wyczekiwania na niemiecką inwazję. Zamiast tego proponował jak najszybciej przenieść działania wojenne z powrotem na kontynent. Dzień wcześniej w liście do Szefa Imperialnego Sztabu Generalnego pisał: Należy przygotować operacje specjalnie wyszkolonych jednostek uderzeniowych, które mogą zaprowadzić rządy terroru na terenie zajmowanym przez wroga. Oczekuję, że Szef Sztabu przedstawi mi propozycję środków na prowadzenie energicznych i nieprzerwanych działań ofensywnych przeciwko całej linii brzegowej okupowanej przez Niemców, które pozostawią za sobą ślad niemieckich trupów.
Dowiedziawszy się o zamiarach Churchilla, ppłk Dudley Clarke, oficer Imperialnego Sztabu Generalnego, wieczorem 4 czerwca opracował wstępny projekt stworzenia z wyselekcjonowanych żołnierzy niewielkich, specjalnie wyszkolonych oddziałów, których zadaniem byłoby przeprowadzanie rajdów i operacji dywersyjnych na terytoriach zajętych przez Niemców. Clarke, urodzony w Południowej Afryce, nazwał je „Commando”, czerpiąc inspirację z burskich oddziałów z czasów II wojny burskiej (tzw. kommandos), które stosując taktykę wojny podjazdowej dały się poważnie we znaki walczącym z nimi Brytyjczykom.

Naszywka Operacji Połączonych, od 1942 noszona na rękawach mundurów wszystkich oddziałów Commando

Pomysł został szybko zaaprobowany przez Churchilla i już 8 czerwca powstała przy War Office (Ministerstwie Wojny) sekcja MO 9, której powierzono stworzenie zalążku formacji Commando i zainicjowanie rajdów. Pierwsza akcja została przeprowadzona 24 czerwca w okolicach Boulogne (operacja Collar), kolejna 14 lipca na Guernsey (operacja Ambassador). Rajd pod Boulogne nie spełnił oczekiwań i miał jedynie wydźwięk propagandowy, a ten na Guernsey zakończył się całkowitą porażką. Mimo to Churchill, będący gorącym orędownikiem komandosów, powołał 17 lipca stanowisko Dyrektora Operacji Połączonych z admirałem floty Rogerem Keyesem na czele. Keyes utworzył wkrótce potem Dowództwo Operacji Połączonych – organ odpowiedzialny za operacje desantowe, rajdowe i dywersyjne na terenach okupowanych przez wroga, któremu podporządkowano tworzące się oddziały Commando.

### Formowanie i organizacja
Pierwsi komandosi rekrutowali się z dwóch źródeł: Niezależnych Kompanii (Independent Companies) – utworzonych na potrzeby kampanii norweskiej dywersyjnych oddziałów złożonych z ochotników Armii Terytorialnej (to ich siłami przeprowadzono operacje Collar i Ambassador) oraz ochotników z różnych jednostek regularnej Armii Brytyjskiej. Sformowano z nich na Wyspach Brytyjskich jedenaście oddziałów zwanych commando, odpowiadających wielkością słabym batalionom piechoty (docelowo około 500 ludzi). Trzy kolejne, choć mniejsze (liczyły poniżej 400 ludzi), które oznaczono numerami 50, 51 i 52, utworzono w Egipcie z ochotników pochodzących z oddziałów stacjonujących na Bliskim Wschodzie.
W listopadzie 1940 roku commanda z Wysp ostatecznie połączono z niezależnymi kompaniami, tworząc z nich pięć rozbudowanych Special Service Battalions (Batalionów Służby Specjalnej), które weszły, z wyjątkiem 12 Commando, w skład Special Service Brigade (Brygady Służby Specjalnej) pod dowództwem brygadiera Charlesa Haydona. Bataliony były jednak zbyt wielkie (liczyły ponad 1100 ludzi), aby walczyć jako spójna formacja i sprawnie spełniać wyznaczoną im rolę. Już w marcu 1941 roku przeprowadzono więc kolejną reorganizację. Zlikwidowano Special Service Battalions, przywracając w ich miejsce jedenaście command. Około 450-osobowe commando było dowodzone przez oficera w randze podpułkownika i składało się z pięciu kompanii (troops) – w każdej służyło 3 oficerów i 62 żołnierzy.
W 1942 roku do Special Service Brigade (od marca dowodzonej przez płk. Roberta Laycocka) dołączono dwa nowe oddziały sformowane z szeregów Royal Marines (RM) oraz największe ze wszystkich command – 10 (Międzyalianckie) Commando, złożone z ochotników z państw okupowanych oraz spośród uchodźców z III Rzeszy (wielu żydowskiego pochodzenia). W 1943 roku utworzono 6 kolejnych command RM. W związku ze zmianą operacyjnej roli formacji Commando przeprowadzono też gruntowną reorganizację jej struktury. Special Service Brigade uległa likwidacji, a w jej miejsce w listopadzie 1943 roku powołano nowy organ, Special Service Group (d-ca gen. mjr Robert Sturges). Podlegały mu cztery brygady, w których zgrupowano zarówno commanda armijne, jak i piechoty morskiej. W marcu 1944 roku ich skład przedstawiał się następująco: 1 Special Service Brigade (3, 4, 6, 45 RM), 2 Special Service Brigade (2, 9, 40 RM, 43 RM), 3 Special Service Brigade (1, 5, 42 RM, 44 RM), 4 Special Service Brigade (10, 41 RM, 46 RM, 47 RM). Oddział commando liczył teraz 460 ludzi. Składał się z dowództwa (z przydzielonym plutonem łączności) oraz sześciu kompanii, w tym jednej broni ciężkiej. W grudniu 1944 roku nielubiany przez komandosów człon Special Service (ze względu na skrót SS) został usunięty z nazw jednostek. SS Group przemianowano na Commando Group, a brygady na Commando Brigades.

### Szkolenie

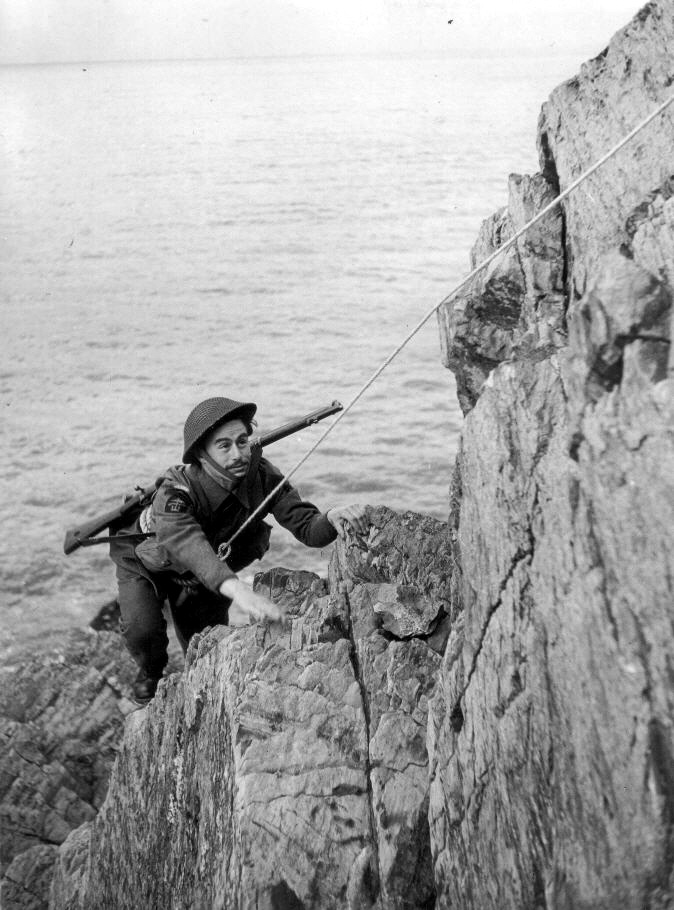
Trening wspinaczki

Komandosi byli ochotnikami, którzy wyrażali zgodę na „służbę o specjalnym charakterze w niebezpiecznych warunkach”. Otrzymywali wyższy żołd niż w regularnych jednostkach. Nie obowiązywała ich sztywna dyscyplina i wymóg ślepego posłuszeństwa regulaminom, obowiązujące ówcześnie w Armii Brytyjskiej, natomiast kładziono nacisk na wykazywanie się własną inicjatywą, pomysłowość i umiejętność indywidualnego działania.
Początkowo każde commando odpowiadało za szkolenie swoich żołnierzy, choć wielu z nich odbyło wcześniej kurs w założonej w maju 1940 roku Irregular Warfare School w szkockiej wsi Lochailort koło Fort William. Trening technik desantowych odbywał się w No. 1 Combined Training Centre w Inveraray. Od marca 1942 roku szkolenie wszystkich oddziałów Commando zostało scentralizowane i odbywało się w specjalnie do tego stworzonym Commando Basic Training Centre (Commando Depot) w Zamku Achnacarry (komendant ppłk Charles Vaughan).
Mniejszy ośrodek szkoleniowy pod nazwą Commando Mountain & Snow Warfare Training Camp założono w 1942 roku w Braemar. Był prowadzony przez dwóch uznanych himalaistów Franka Smythe’a (komendant) oraz Johna Hunta (główny instruktor), którzy przygotowywali komandosów do działań w warunkach polarnych i górskich. Z powodu zbliżającego się lądowania w Normandii, w 1943 roku obóz przeniesiono do walijskiego Llanrwst, a następnie do St Ives w Kornwalii, gdzie położono nacisk na wspinaczkę po klifach.

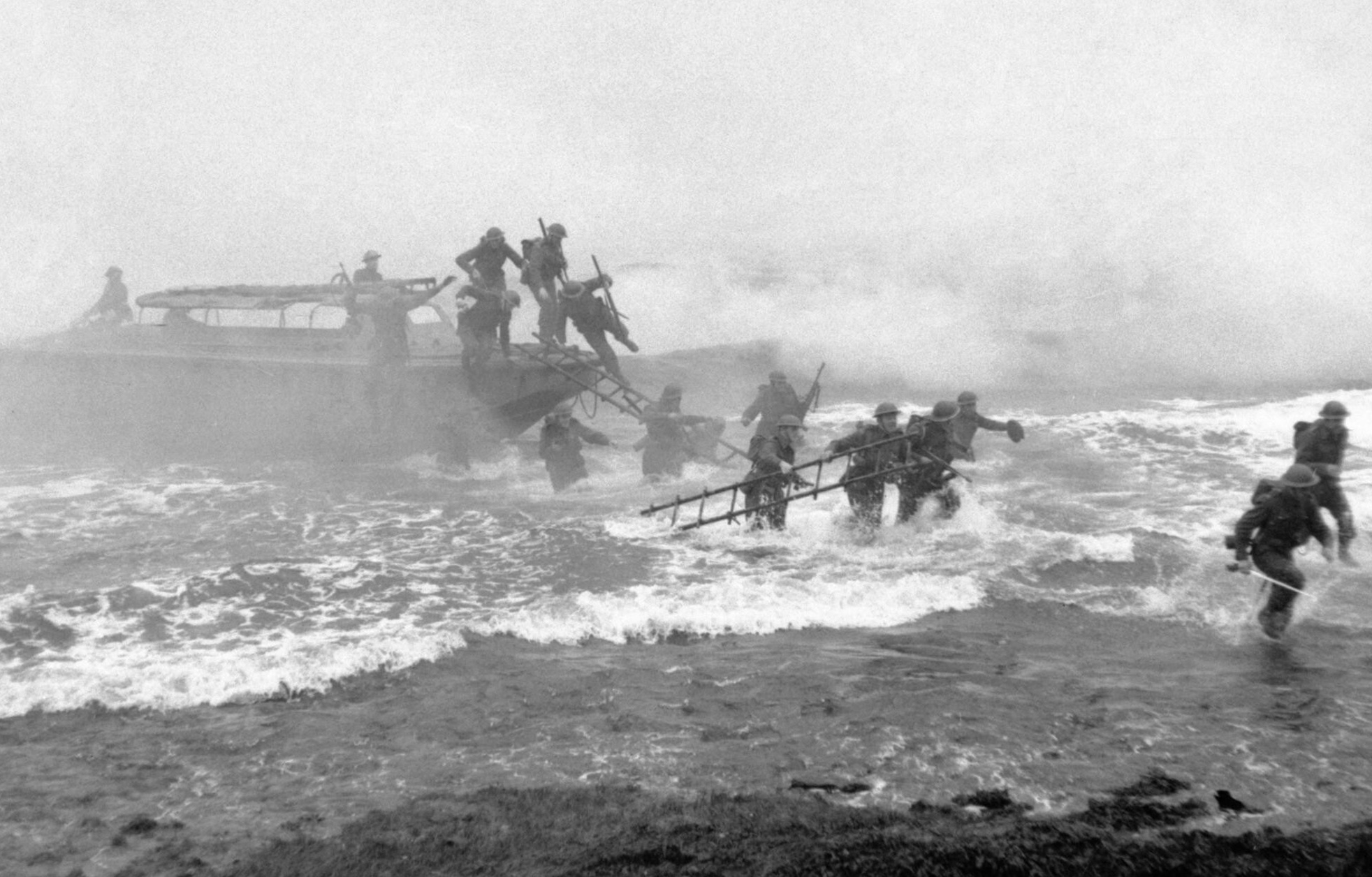
Ćwiczenia desantowe prowadzone przez Jacka Churchilla

Kurs Commando był niezwykle rygorystyczny i musiał go przejść każdy przyszły komandos bez względu na rangę (tych którzy nie zdołali go ukończyć odsyłano z powrotem do macierzystej jednostki). Obejmował on m.in.: zaprawę fizyczną, marsze długodystansowe, wspinaczkę skalną i górską, obsługę łodzi motorowych i wiosłowych, wszelkie aspekty desantu morskiego, nawigację i orientację w terenie, taktykę, maskowanie się, przemieszczanie i walkę nocą, walkę wręcz, walkę w terenie miejskim, posługiwanie się materiałami wybuchowymi, jazdę motocyklami, samochodami osobowymi i ciężarowymi oraz pojazdami szynowymi, obsługę radiostacji, sztukę przetrwania.
W 1943 roku program szkolenia został zmodyfikowany, tak aby odpowiadał nowym wymaganiom stawianym przed komandosami. Uwzględniał przywoływanie wsparcia artylerii i lotnictwa taktycznego, wspólną walkę dwóch lub więcej command, współpracę z regularnymi oddziałami armii, m.in. bronią pancerną.
Do końca wojny w Achnacarry przeszkolono około 25 000 komandosów z Wielkiej Brytanii i państw sojuszniczych (m.in. amerykańskich rangersów).

### Dystynkcje, umundurowanie i wyposażenie

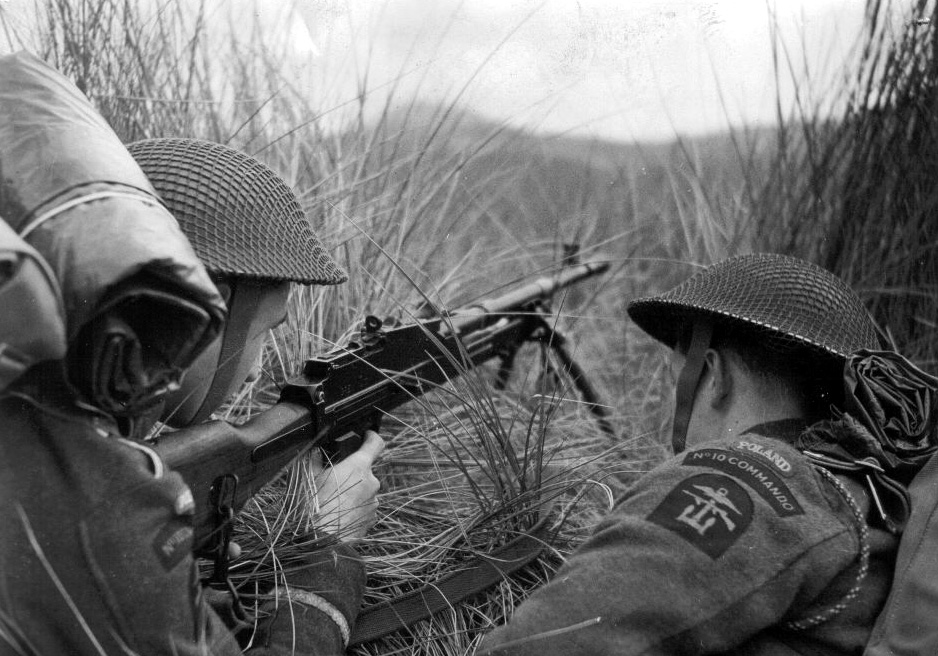
Żołnierze polskiej kompanii 10 Commando z karabinem maszynowym Bren. Na rękawach noszą wprowadzone w 1942 roku ujednolicone naszywki komandosów

Początkowo komandosi nosili standardowy battledress Armii Brytyjskiej oraz nakrycia głowy i insygnia swoich macierzystych jednostek. Z czasem poszczególne commanda wprowadziły własne. W 1942 roku dokonano ostatecznego ujednolicenia dystynkcji oraz nakryć głowy. Na rękawach mundurów komandosów umieszczono podłużną naszywkę z numerem i nazwą commanda w czerwonym kolorze na ciemnoniebieskim tle, a pod nią naszywkę Operacji Połączonych (na początku 1945 roku została zastąpiona naszywką Commando Group z wizerunkiem noża szturmowego F-S). Nakryciem głowy każdego członka Commando od 27 października 1942 roku stał się charakterystyczny zielony beret.

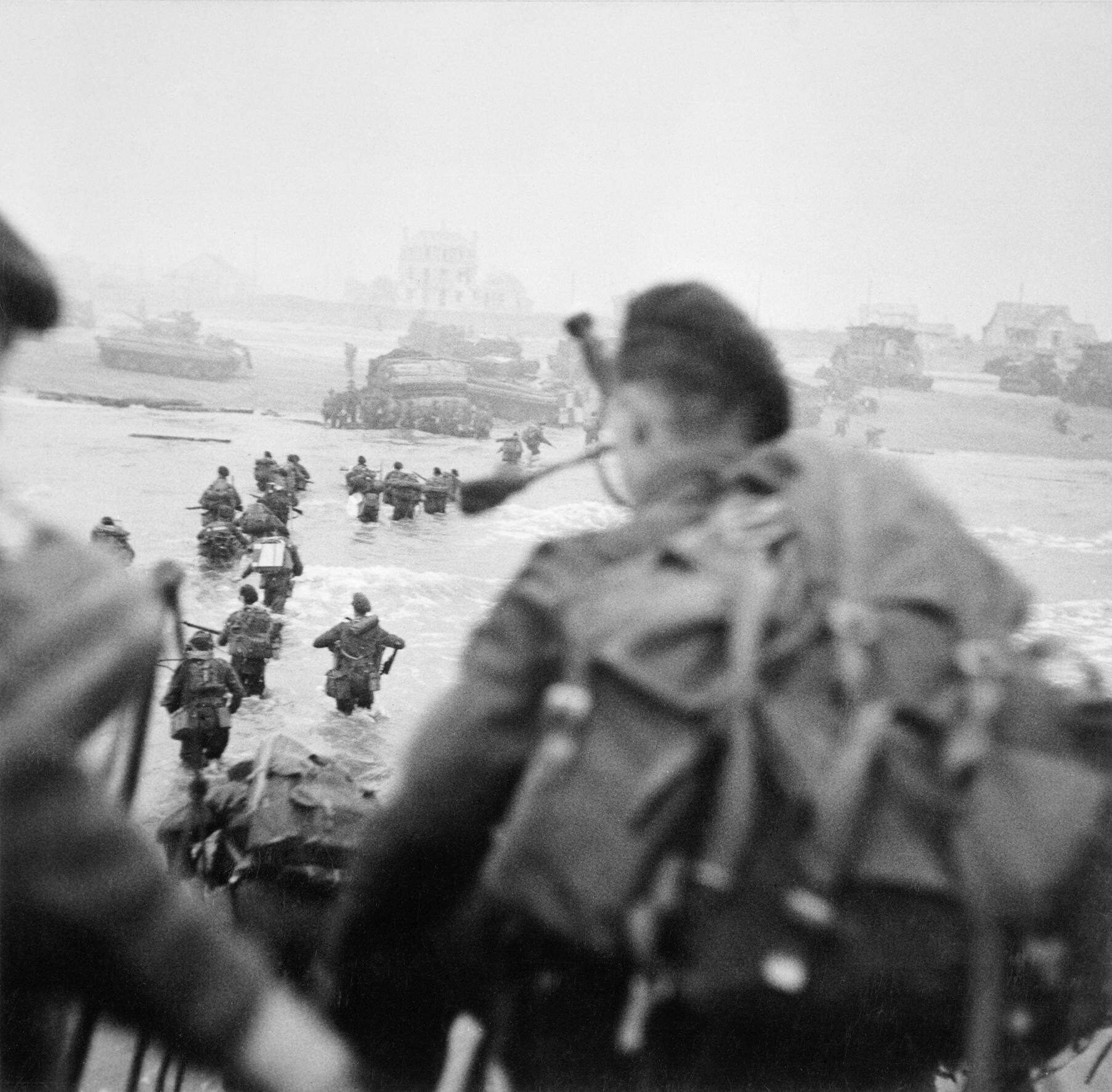
Dowództwo 1 Special Service Brigade ląduje na plaży Sword (D-day). Komandosi noszą berety i plecaki Bergen

Podczas walki noszony był stalowy brytyjski hełm (po 1942 roku również beret), choć w czasie operacji rajdowych był on często zastępowany przez wełnianą czapkę. Na battledress nakładane były różne typy kamizelek bojowych, a od 1944 roku również kurtki Denison (przeznaczone dla wojsk powietrznodesantowych). Standardowe armijne buty wz. 36 okazały się za głośne podczas skrytych operacji i nocnych rajdów, więc począwszy od ataku na Saint-Nazaire (marzec 1942) zostały zastąpione przez specjalne buty na gumowej podeszwie (SV boots). Do przenoszenia materiałów wybuchowych i ekwipunku używano niezwykle pojemnych plecaków typu Bergen. Nieodłącznym wyposażeniem i atrybutem komandosa była lina z drewnianym kołkiem na jednym i pętlą na drugim końcu (toggle rope). Służyła m.in. do wspinaczki i konstrukcji prowizorycznych mostów linowych.

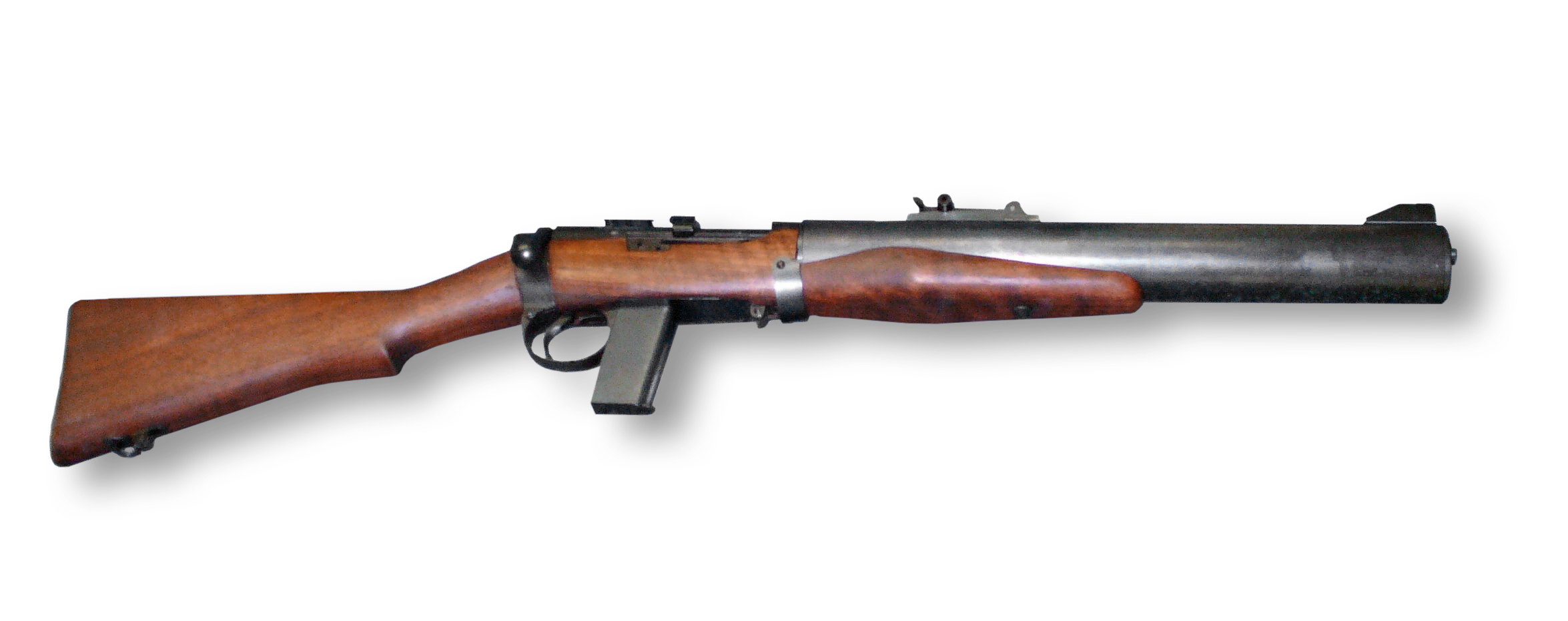
Karabinek De Lisle Commando z wbudowanym tłumikiem

Początkowo, w przeciwieństwie do batalionów liniowych, komandosi byli pozbawieni ciężkiego uzbrojenia (nie licząc 2-calowych moździerzy). Oprócz standardowej broni strzeleckiej brytyjskiej piechoty, karabinów powtarzalnych Lee-Enfield i karabinów maszynowych Bren, używali amerykańskich pistoletów maszynowych Thompson. Podstawową bronią osobistą był pistolet Colt M1911, który przysługiwał wszystkim szarżom (w regularnych oddziałach piechoty pistolety i rewolwery były zarezerwowane dla oficerów). Podczas rajdów i operacji dywersyjnych do likwidacji wartowników wykorzystywany był specjalny karabinek De Lisle lub pistolet maszynowy Sten z dołączonym tłumikiem. Strzelcy wyborowi, których commando posiadało więcej niż zwykły batalion piechoty, zaopatrzeni byli w karabiny Lee-Enfield No. 3 Mark 1* (T), w 1942 roku wyparte przez wersję No. 4 Mark 1 (T).

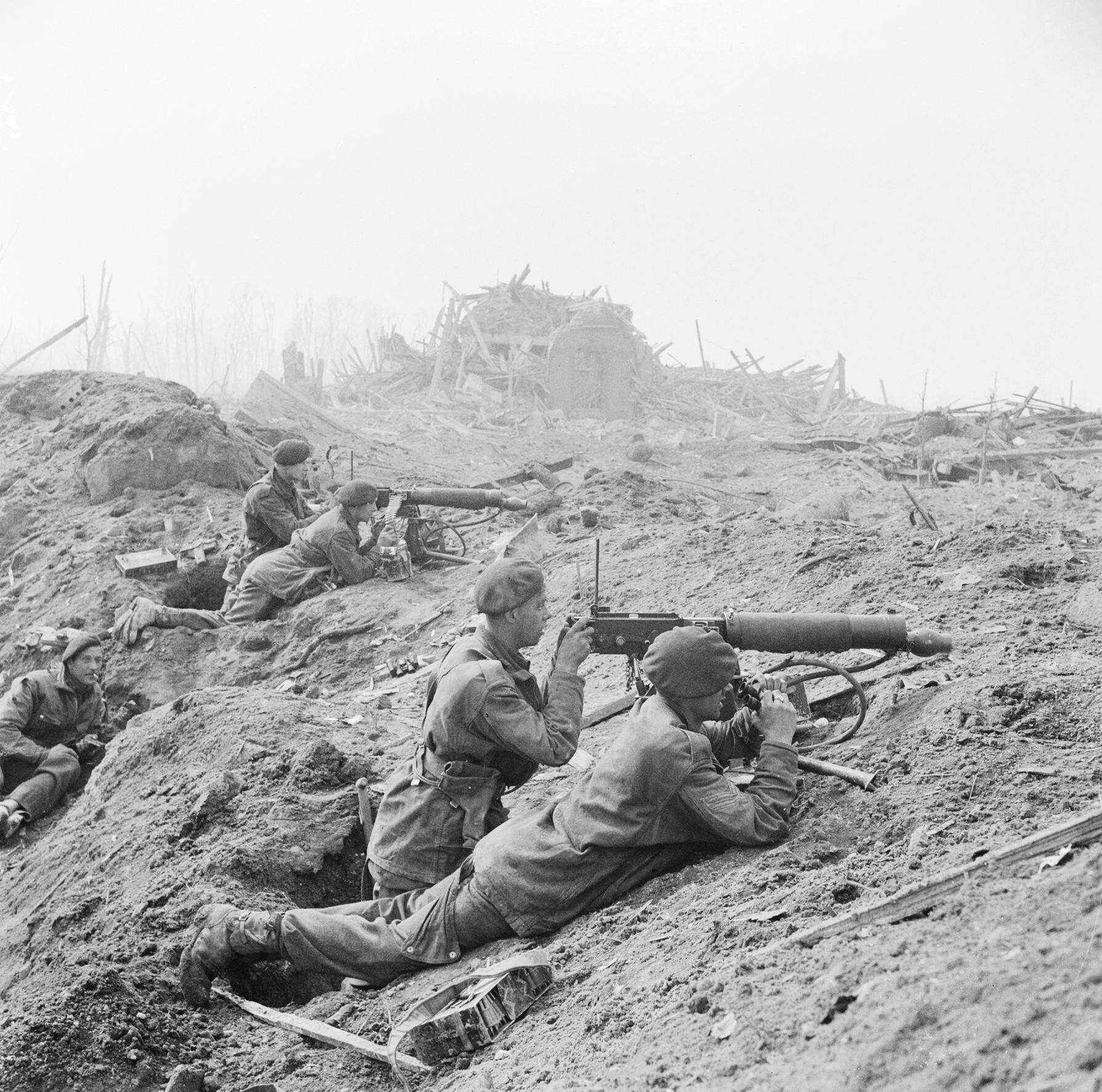
Sekcja ckm-ów Vickers z 1 Commando Brigade pod Wesel (1945)

Dopiero po reorganizacji oddziałów komandosów, pod koniec 1943 roku w każdym commando utworzono kompanię broni ciężkiej. Składała się ona z sekcji karabinów maszynowych Vickers (podczas walk w zachodniej Europie komandosi korzystali też z bardziej szybkostrzelnej lotniczej wersji K) oraz sekcji średnich 3-calowych moździerzy. Siła ognia została dodatkowo wzmocniona poprzez zwiększenie w pododdziałach liczby lekkich 2-calowych moździerzy i km-ów Bren. Za broń przeciwpancerną służyły granatniki PIAT, które zastąpiły wcześniej używane rusznice Boys. Do niszczenia umocnień i oczyszczania domów korzystano też ze zdobycznych Panzerfaustów.

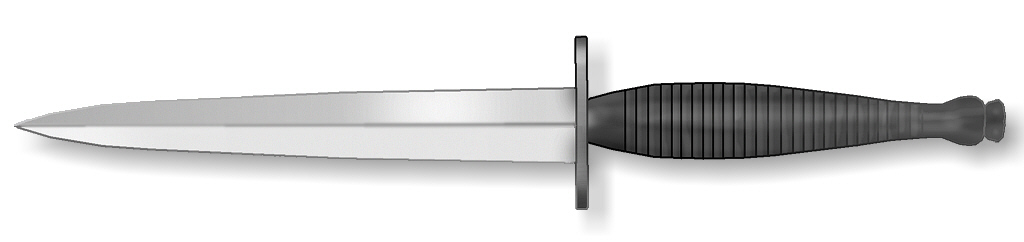
Nóż Fairbairn-Sykes

W walce wręcz i do cichej eliminacji wroga komandosi używali różnorodnej broni białej, takiej jak noże, bagnety, maczety i pałki. Podstawową był specjalnie dla nich zaprojektowany nóż szturmowy Fairbairn-Sykes (F-S), który stał się obok zielonego beretu jednym z symboli formacji Commando. Bliskowschodnie commanda wykorzystywały własny rodzaj noża z charakterystyczną rękojeścią zaopatrzoną w kastet.
Pierwotnie komandosi byli pozbawieni własnych środków transportu, a pojazdy były im przydzielane zazwyczaj jedynie na czas ćwiczeń. Zmieniło się to pod koniec 1943 roku, gdy każde commando otrzymało samochód dowódcy, 9 motocykli, 14 jeepów (7 z przyczepami), 8 ciężarówek 15 cwt i 3 ciężarówki 3 t. Pozwalało to na jednoczesny transport dowództwa z dwoma kompaniami szturmowymi i kompanią broni ciężkiej, a także umożliwiało przeprowadzanie ograniczonych działań rozpoznawczych.

Ewakuacja rannego komandosa na LCA (operacja Archery)

Podczas rajdów i inwazji środki desantowe oraz ich obsługa zapewniane były zazwyczaj przez Royal Navy. W pobliże brzegu komandosi docierali na okrętach desantowych (LSI), którymi często były zaadaptowane cywilne promy lub frachtowce. Z okrętów przesiadali się na barki desantowe, za pomocą których dokonywali lądowania na plażach. Podstawową była barka LCA – dwie pozwalały przewieźć całą kompanię komandosów. Od 1942 roku wykorzystywano również barki LCV(P), zwane „Eurekami” lub „łodziami Higginsa”, które w przeciwieństwie do LCA były w stanie samodzielnie pokonać kanał La Manche Pod koniec wojny, począwszy od bitwy o Walcheren, komandosi zaczęli używać dających większą ochronę przed ostrzałem opancerzonych gąsienicowych pojazdów amfibijnych M29C Weasel i LVT Buffalo.

### Działania bojowe

#### 1940−1941

Operacja Claymore: komandosi obserwują podpalone przez siebie zbiorniki (4 marca 1941)

Początkowo, oprócz przeprowadzenia rajdów pod Boulogne i na Guernsey, z braku wystarczającej liczby okrętów desantowych komandosi pozostawali bezczynni. Rozproszeni wzdłuż brytyjskiego wybrzeża pełnili rolę sił przeciwinwazyjnych. Wraz z reorganizacją oddziałów Commando oraz minięciem zagrożenia niemieckiej inwazji, Keyes nakazał zwiększyć skalę podejmowanych przez nie działań. W marcu 1941 roku przeprowadzono pierwszy z serii dużych rajdów – tzw. rajd na Lofoty (operacja Claymore), gdy około 500 komandosów z 3 i 4 Commando wylądowało na okupowanych przez Niemców norweskich Lofotach. Zniszczono 11 fabryk, zatopiono 10 statków, zdobyto dokumentację Enigmy i wzięto 225 jeńców za cenę jednego rannego.
Operacja Claymore została obwołana wielkim sukcesem i uznana za wzorcową, jednak niemal do końca 1941 roku nie zorganizowano już akcji o takiej skali. Roger Keyes popadł bowiem w konflikt z Komitetem Szefów Sztabu, a w War Office powstało silne lobby sprzeciwiające się rozwojowi sił Commando. W konsekwencji sfrustrowany Keyes w październiku 1941 roku odszedł ze stanowiska Dyrektora Operacji Połączonych. Zastąpił go lord Louis Mountbatten, który dzięki swojemu pochodzeniu, koligacjom i protekcji Churchilla doprowadził do uniezależnienia Dowództwa Operacji Połączonych od Komitetu Szefów Sztabu oraz pozyskania nowych środków na rzecz wzmocnienia i rozbudowy formacji komandosów. Nakazał też wznowić szeroko zakrojone operacje rajdowe.

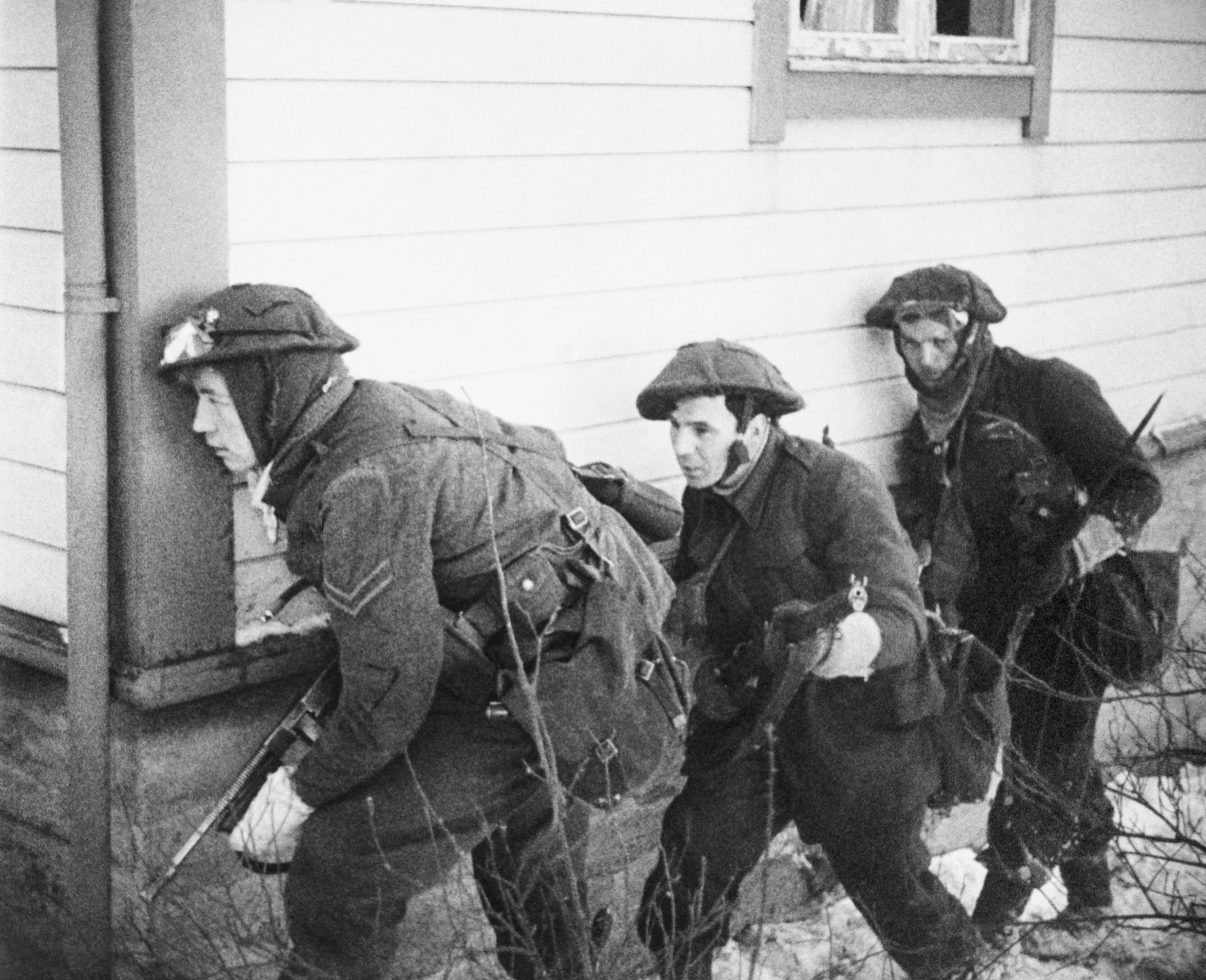
Komandosi podczas operacji Archery (27 grudnia 1941)

Pod koniec grudnia przeprowadzono jednocześnie dwa duże rajdy na terenie Norwegii (operacje Anklet i Archery). Zakończyły się one pełnym sukcesem: zniszczono infrastrukturę portową, fabryki tranu i przetwórnie ryb, stanowiska artylerii nadbrzeżnej oraz pochwycono jeńców. Co jednak najważniejsze, w ich skutek Hitler utwierdził się w przekonaniu, że Norwegia jest jednym z potencjalnych miejsc przyszłej inwazji aliantów. Nakazał więc, zgodnie z nadziejami brytyjskiego dowództwa, przesunięcie do Norwegii znacznych sił, potrzebnych na innych frontach (w konsekwencji do końca wojny stacjonowało tam 400 000 żołnierzy).
Operacje komandosów nie ograniczały się jedynie do obszaru zachodniej Europy. Na początku 1941 roku 51 i 52 Commando prowadziły udane działania bojowe przeciwko Włochom w Etiopii i Erytrei. Wkrótce też wysłano z Wielkiej Brytanii do Egiptu trzy commanda (7, 8 i 11), które wraz z 50 i 52 weszły w marcu 1941 roku w skład stworzonej ad hoc jednostki „Layforce” – nazwanej tak od nazwiska jej dowódcy, płk. Roberta Laycocka. W celu dezinformacji wroga 7 Commando przemianowano na batalion „A”, 8 na batalion „B”, 11 na batalion „C”, a 50 połączono z 52 w batalion „D” (choć sami komandosi używali nadal dawnej numeracji).
W kwietniu batalion A przeprowadził nieudany rajd na Bardię, tracąc blisko 70 ludzi. W maju bataliony A, B i D wysłano na Kretę, gdzie osłaniały ewakuację pobitych alianckich jednostek. Same uległy przy tym rozbiciu (straciły 75% stanu osobowego). Tymczasem batalion C wziął udział w zajęciu francuskiego Libanu. 9 czerwca w ciężkich walkach zdobył i zabezpieczył przeprawy na rzece Litani za cenę 120 ludzi. W lipcu resztki batalionu B walczyły z powodzeniem pod Tobrukiem. Do tego czasu Layforce poniosło jednak już tak duże straty, że w sierpniu zapadła decyzja o rozwiązaniu jednostki. Z jej pozostałości, a także 51 Commando oraz operujących w regionie oddziałów SAS i 1 Special Boat Section na żądanie Churchilla utworzono Middle East Commando.
W listopadzie siłami Middle East Commando przeprowadzono operację Flipper, której jednym z elementów miał być atak na domniemaną kwaterę Erwina Rommla w Beda Littoria. Zakończył się on kompletnym fiaskiem. Dowodzący operacją Laycock ledwie uniknął niewoli, a kierujący grupą uderzeniową ppłk Geoffrey Keyes (syn Rogera Keyesa) zginął. Został pośmiertnie odznaczony Krzyżem Wiktorii, stając się pierwszym w historii komandosem, któremu nadano ten order. W następnym roku Middle East Commando rozwiązano, a jego kadry zasiliły szeregi innych jednostek sił specjalnych działających w Afryce Północnej.

#### 1942
Rok 1942, ze względu na zorganizowaną przez Mountbattena serię zakrojonych na dużą skalę operacji, przeszedł do historii Commando jako „rok wielkich rajdów”.
Pod koniec lutego część 12 Commando osłaniała ewakuację kompanii „C” z 2 Batalionu Spadochronowego podczas akcji zdobycia stacji radarowej pod Bruneval we Francji (operacja Biting). Dzięki niej, za cenę niewielkich strat, uzyskano cenne informacje na temat nowoczesnego niemieckiego radaru Würzburg. Była ona modelowym przykładem operacji połączonej, bowiem przy jej przeprowadzeniu zgodnie współpracowały ze sobą Royal Navy, RAF, spadochroniarze oraz komandosi. Operacja ta jest uznawana za jeden z najbardziej udanych brytyjskich rajdów podczas II wojny światowej.

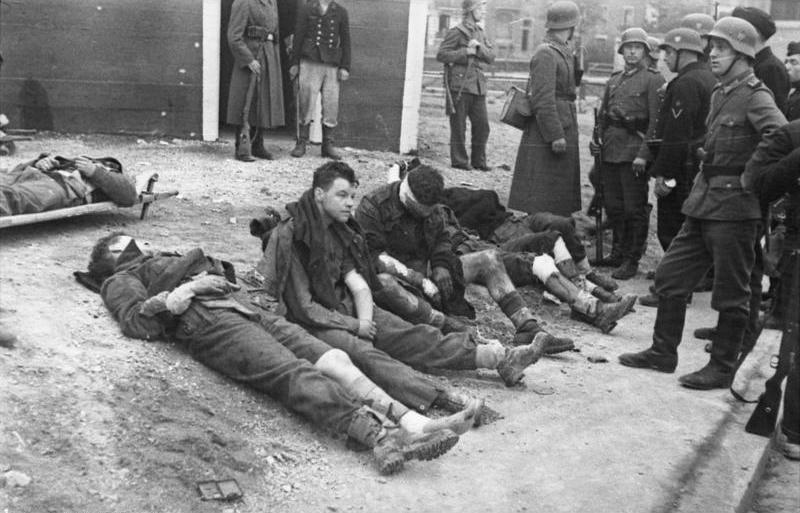
Wzięci do niewoli ranni komandosi w Saint-Nazaire (28 marca 1942)

W marcu został przeprowadzony śmiały rajd na Saint-Nazaire, który później chlubnie przezwano „największym rajdem wszech czasów”. Jego celem był wielki suchy dok, zdolny pomieścić pancernik „Tirpitz”. W akcji wzięło udział około 250 komandosów (głównie z 2 Commando), 18 okrętów (w tym wyładowany materiałem wybuchowym niszczyciel) i 60 bombowców. Dok został zniszczony, ale Brytyjczycy ponieśli niezwykle ciężkie straty w ludziach i okrętach. Za operację przyznano 5 Krzyży Wiktorii, co było rekordową liczbą podczas II wojny światowej.
W maju, podczas inwazji na Madagaskar 5 Commando uczestniczyło w zakończonym sukcesem szturmie na port Diégo Suarez. W trakcie niego zdobyło dwie baterie artylerii nadbrzeżnej oraz rozbiło oddział francuskich wojsk kolonialnych.
W nocy z 26 na 27 lipca oddział żołnierzy SAS i francuskich spadochroniarzy przeprowadził śmiały rajd na lotnisko Sidi Haneish w Egipcie. Przy pomocy 18 jeepów uzbrojonych w karabiny maszynowe komandosi pod osłoną nocy zaatakowali lotnisko i zniszczyli kilkadziesiąt niemieckich samolotów zaparkowanych przy pasie startowym. Następnie wycofali się, ponosząc łącznie staty w wysokości dwóch zabitych i trzech utraconych pojazdów.

Członkowie 4 Commando powracają z wziętym pod Dieppe jeńcem (19 sierpnia 1942)

19 sierpnia 3 i 4 Commando wzięły udział w największej akcji przeprowadzonej przez Dowództwo Operacji Połączonych – rajdzie na Dieppe. Celem komandosów były baterie artylerii nadbrzeżnej o kryptonimach „Hess” i „Goebbels”, które znajdowały się na obu flankach głównych sił desantowych. 4 Commando wykonało zadanie, niszcząc podczas wzorcowego ataku 6 dział baterii „Hess” i zabijając około 150 broniących ich Niemców. Natomiast barki desantowe z żołnierzami 3 Commando, podchodząc do brzegu, zostały zaatakowane przez wrogie okręty i uległy rozproszeniu. W rezultacie do celu dotarło jedynie 20 komandosów. Choć nie byli w stanie zniszczyć baterii „Goebbels”, ostrzeliwali ją z dystansu, uniemożliwiając niemieckim artylerzystom skuteczne rażenie nadpływających okrętów z głównymi siłami. Działania komandosów były jedynymi sukcesami rajdu – atakujące port regularne jednostki kanadyjskie zostały rozbite.
Rajd na Dieppe i przeprowadzony miesiąc później rajd na wyspę Sark przyczyniły się do wydania przez Hitlera zbrodniczego rozkazu zwanego Kommandobefehl. Na jego podstawie każdy schwytany komandos mógł być mordowany, co mimo sprzeciwu części niemieckich dowódców było w wielu przypadkach realizowane do końca wojny.
W listopadzie 1 i 6 Commando wylądowały na plażach Algierii, poprzedzając desant głównych brytyjskich sił inwazyjnych w ramach operacji Torch. Następnie walczyły w Tunezji, niezgodnie ze swym przeznaczeniem, jako liniowa piechota. Pozbawione ciężkiego sprzętu i zaplecza logistycznego, poniosły ogromne straty (z około 1000 pozostało zaledwie 150 ludzi), co w kwietniu 1943 spowodowało wycofanie ich z frontu.

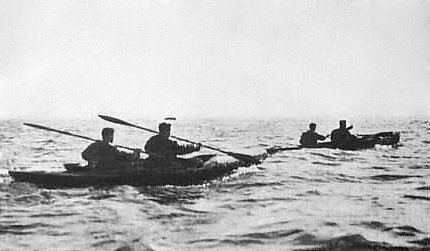
Dwuosobowe kajaki były wykorzystywane m.in. przez Special Boat Section i 14 Commando

Skoncentrowanie uwagi i środków Dowództwa Operacji Połączonych na dużych operacjach desantowych, a także obawy przed wzmożeniem przez Niemców działań odwetowych na ludności cywilnej doprowadziło do stopniowego zaniechania rajdów w Norwegii i północnej Francji – dawniej terenach intensywnych działań Commando. Odpowiedzialność za operacje rajdowe na tym obszarze przejęło SOE i nowo utworzone małe, wyspecjalizowane oddziały jak 62 Commando (Small Scale Raiding Force), 14 Commando, Northforce i Forfarforce. Ich działania ograniczały się do atakowania żeglugi, sabotażu i zbierania danych wywiadowczych. Podobne zadania nad Morzem Śródziemnym, a później również na Dalekim Wschodzie wykonywali komandosi Special Boat Section.

#### 1943−1945
W 1943 roku sytuacja i rola Commando zaczęła ulegać zmianie. Alianci przejęli inicjatywę na wszystkich frontach, rozpoczęły się przygotowania do anglo-amerykańskiej inwazji kontynentu. Zanikła więc potrzeba utrzymywania komandosów jako oddziałów do przeprowadzania operacji rajdowych i dywersyjnych, jak i osobiste zainteresowanie nimi Churchilla. Znamienne było też odejście w sierpniu ze stanowiska Szefa Operacji Połączonych lorda Mountbattena (zastąpił go Robert Laycock). W konsekwencji doszło do reorganizacji i zrewidowania roli operacyjnej formacji komandosów. Stali się oni odtąd wyspecjalizowaną w działaniach amfibijnych lekką piechotą szturmową. Pod koniec roku 12, 14 i 62 Commando rozwiązano, a pozostałe commanda armijne wraz z nowo utworzonymi oddziałami komandosów Royal Marines zostały połączone w cztery brygady. Dwie walczyły do końca wojny w zachodniej Europie, jedna na froncie śródziemnomorskim, a jedna na Dalekim Wschodzie.

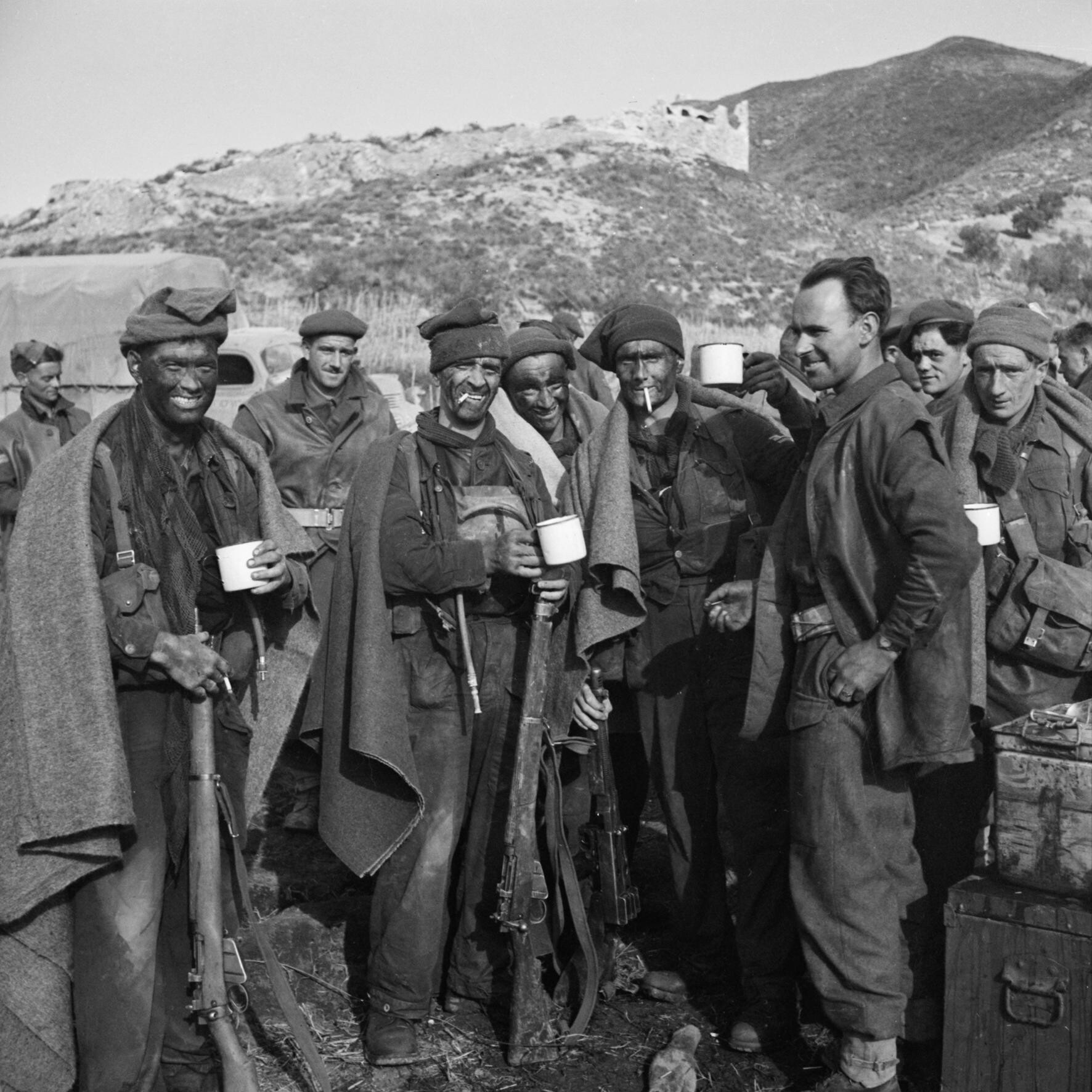
9 Commando po akcji nad Garigliano (30 grudnia 1943)

Po kapitulacji sił Osi w Afryce następnym celem zachodnich aliantów było wyeliminowanie z wojny Włoch. W tym celu dokonano najpierw inwazji na Sycylię, w której brały udział 2 i 3 Commando u boku 40 i 41 Commando RM. Podczas tej kampanii szczególnie odznaczyło się 3 Commando, które 14 lipca zdobyło strategicznie ważny most Ponte dei Malati pod Lentini, udaremniając jego wysadzenie. Lekko uzbrojeni komandosi zostali wkrótce potem wyparci przez niemieckie czołgi, tracąc 153 ludzi, ale ich działania umożliwiły przedarcie się na północ dywizjom brytyjskiej 8 Armii. Jej dowódca, gen. Bernard Law Montgomery, nakazał później wmurować w most tablicę z napisem „3 Commando Bridge”. Kolejnym etapem podboju Włoch były lądowania na Półwyspie Apenińskim we wrześniu i październiku 1943 roku. 2 Commando wraz z 41 RM i amerykańskimi rangersami wspierało desant pod Salerno, a 3 i 40 RM wylądowały pod Termoli.
W toku dalszych działań w basenie Morza Śródziemnego poszczególne commanda z 2 Special Service Brigade (2, 9, 40 RM, 43 RM) walczyły m.in. pod Anzio i nad Garigliano, wyzwoliły Korfu, wkroczyły do Aten oraz we współpracy z jugosłowiańskimi partyzantami brały udział w rajdach na wyspy Dalmacji. W 1945 roku cała brygada wzięła udział w wiosennej ofensywie w północnych Włoszech, przełamując w kwietniu niemieckie pozycje nad jeziorem Comacchio. Tam też zastał ją koniec wojny. W 1946 roku została rozwiązana.

4 Commando wspierane przez Shermany DD naciera w kierunku Ouistreham (6 czerwca 1944)

1 i 4 Special Service Brigade zostały wyznaczone do wzięcia udziału w operacji Overlord. Ich zadaniem było zabezpieczenie flanek lądujących na plażach Gold, Juno i Sword oddziałów brytyjskich i kanadyjskich. 1 SSB (3, 4, 6, 45 RM) wyszła na ląd rano 6 czerwca na wschodnim skraju plaży Sword. Jej oddziały zdobyły Ouistreham (w ataku uczestniczyły francuskie kompanie 10 Commando) i przebiły się do spadochroniarzy broniących Mostu Pegaz. Następnie wraz z 6 Dywizją Powietrznodesantową zabezpieczały przeprawy na rzece Orne i Kanale Caeńskim. Commanda z 4 SSB (41 RM, 46 RM, 47 RM, 48 RM) wylądowały w dniach 6–7 czerwca na plażach Gold, Juno i Sword. Szczególnie istotne zadanie wykonało 47 Commando, które zabezpieczyło zachodnie skrzydło plaży Gold i 8 czerwca połączyło się z Amerykanami z plaży Omaha, konsolidując alianckie przyczółki w Normandii. Po zdobyciu wyznaczonych celów na plażach 4 SSB dołączyła do komandosów 1 SSB i spadochroniarzy nad Orne. Od początku inwazji obie brygady utraciły ponad 50% stanów wyjściowych, więc na początku września 1 SSB została wycofana do Wielkiej Brytanii na regenerację. Z kolei 4 SSB, wzmocniona przysłanymi z Anglii uzupełnieniami, pozostała na froncie i wzięła udział w pościgu za wycofującymi się na wschód wojskami niemieckimi oraz w blokowaniu Hawru i Dunkierki.

Desant 4 Special Service Brigade na Walcheren (1 listopada 1944)

Na początku listopada 4 SSB wraz z podporządkowanymi jej pięcioma kompaniami 10 Commando zdobyła silnie ufortyfikowaną holenderską wyspę Walcheren (operacja Infatuate), co umożliwiło odblokowanie strategicznie ważnego portu w Antwerpii. Potem do końca działań wojennych w Europie strzegła linii frontu nad dolną Mozą. 1 SSB powróciła do akcji w styczniu 1945 roku w Limburgii. W marcu przewodziła forsowaniu Renu pod Wesel, następnie przeszła przez północne Niemcy, kończąc swój szlak bojowy w maju nad Bałtykiem. Do 1946 roku obie brygady stacjonowały w Niemczech w ramach brytyjskich wojsk okupacyjnych, po czym powróciły do Wielkiej Brytanii, gdzie zostały rozwiązane.

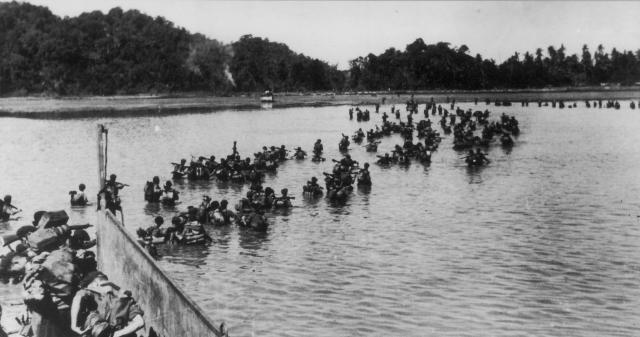
3 Commando Brigade ląduje na półwyspie Myebon (styczeń 1945)

3 Special Service Brigade (1, 5, 42 RM, 44 RM) pod koniec 1943 roku została wysłana do Indii. Od marca 1944 roku brała udział w walkach z Japończykami w birmańskim Arakanie. Największą bitwę stoczyła w styczniu 1945 roku, gdy przeprowadziła desant na półwyspie Myebon i wyszła na tyły japońskiej 54 Dywizji Piechoty, zajmując pozycje obronne na wzgórzu 170 koło wsi Kangaw. 30 i 31 stycznia komandosi przez 36 godzin odpierali nieustanne kontrataki nieprzyjaciela. Odrzucili wszystkie natarcia, co doprowadziło do generalnego odwrotu japońskich wojsk z Arakanu. Po bitwie brygada została wycofana do Indii w celu otrzymania uzupełnień i przygotowania się do planowanej inwazji na Malaje, która ostatecznie nie doszła do skutku z powodu kapitulacji Japonii. Komandosi zostali wysłani więc do Hongkongu, aby zabezpieczyć przywrócenie brytyjskiej zwierzchności nad tą kolonią. Tam 1 i 5 Commando połączono w jedno, a na początku 1947 rozwiązano.
| Jednostka                               | Lata istnienia | Działania bojowe | Uwagi |
| --------------------------------------- | -------------- | --- | --- |
| (No.) 1 Commando                        | 1940−1946/47   | Saint-Nazaire (1942), Algieria (1942), Tunezja (1943), Birma (1944–1945) | W 1946 połączone z 5 Commando. W 1947 1/5 Commando zostało rozwiązane. |
| 2 Commando                              | 1940−1946      | Vågsøy (1941), Saint-Nazaire (1942), Sycylia (1943), Salerno (1943), Dalmacja (1944), Comacchio (1945)                                                                        | Przeznaczone do przeszkolenia spadochronowego. W 1941 przemianowane na 11 Batalion Special Air Service i wyłączone ze struktur Commando (stało się później zalążkiem brytyjskich wojsk powietrznodesantowych), wkrótce potem odtworzone. |
| 3 Commando                              | 1940−1946      | Guernsey (1940), Lofoty (1941), Vågsøy (1941), Saint-Nazaire (1942), Dieppe (1942), Sycylia (1943), Termoli (1943), Normandia (1944), Limburgia (1945), Ren (1945)            | |
| 4 Commando                              | 1940−1946      | Lofoty (1941), Saint-Nazaire (1942), Hardelot (1942), Dieppe (1942), Normandia (1944), Walcheren (1944)                                                                       | |
| 5 Commando                              | 1940−1946/47   | Saint-Nazaire (1942), Diego Suarez (1942), Birma (1944–1945) | W 1946 połączone z 1 Commando. W 1947 1/5 Commando zostało rozwiązane. |
| 6 Commando                              | 1940−1946      | Vågsøy (1941), Algieria (1942), Tunezja (1942−1943), Normandia (1944), Limburgia (1945), Ren (1945)                                                                           | |
| 7 Commando                              | 1940−1941      | Bardia (1941), Kreta (1941) | Operowało w składzie Layforce jako batalion „A”. |
| 8 Commando                              | 1940−1941      | Kreta (1941), Tobruk (1941) | Operowało w składzie Layforce jako batalion „B”. |
| 9 Commando                              | 1940-1946      | Houlgate (1941), Saint-Nazaire (1942), Garigliano (1943), Anzio (1944), Dalmacja (1944), Grecja (1944−45), Comacchio (1945)                                                   | |
| 10 (Międzyalianckie) Commando           | 1942–1945      | Nie operowało jako zwarty oddział. Poszczególne kompanie lub ich elementy były zgodnie z bieżącymi potrzebami przydzielane do innych jednostek.                               | Z powodu niewystarczającej liczby ochotników próba utworzenia w 1940 nie powiodła się. Sformowane w 1942 z obcokrajowców. W sumie powstało 10 kompanii: 1. francuska, 2. holenderska, 3. tzw. „X” lub „Mieszana” (m.in. Żydzi, Niemcy, Austriacy, Czesi, Duńczycy), 4. belgijska, 5. norweska, 6. polska, 7. jugosłowiańska (w 1944 zmieniona na francuską), 8. francuska, 9. belgijska, 10. belgijska. |
| 11 (Szkockie) Commando                  | 1940−1941      | Liban (1941) | Operowało w składzie Layforce jako batalion „C”. |
| 12 Commando                             | 1940−1943      | Lofoty II (1941), Bruneval (1942), Saint-Nazaire (1942), Sark (1942) | W 1942 zostało podzielone na dwie niezależnie od siebie działające części: „Northforce” (współdziałając z 14 Commando operowała w Norwegii) i „Forfarforce” (współdziałając z 62 Commando operowała we Francji). |
| 14 (Arktyczne) Commando                 | 1942−1943      | Haugesund (1943) | Przeznaczone do operacji na terenie Norwegii i Arktyki. Złożone z Brytyjczyków, Kanadyjczyków i Norwegów. Składało się z dwóch niepełnych kompanii (w sumie około 60 ludzi): pierwszej wyspecjalizowanej w rajdach na małych łodziach, drugiej w działaniach na nartach. |
| 50 Commando                             | 1940−1941      | Kreta (1941) | W 1941 zostało połączone z 52 Commando i operowało w składzie Layforce jako batalion „D” |
| 51 Commando                             | 1940−1941      | Etiopia i Erytrea (1941) | Utworzone z ochotników z Palestyny – Żydów i Arabów. Po powrocie z Etiopii wchłonięte przez Middle East Commando. |
| 52 Commando                             | 1940−1941      | Etiopia i Erytrea (1941), Kreta (1941) | W 1941 zostało połączone z 50 Commando i operowało w składzie Layforce jako batalion „D” |
| 62 Commando (Small Scale Raiding Force) | 1942−1943      | Liczne małe, niekiedy kilkuosobowe rajdy na wybrzeża Francji i Wysp Normandzkich                                                                                              | Utworzone z istniejącego od 1941 oddziału dywersyjnego zwanego Maid Honour Force, który zasłynął przeprowadzeniem Operacji Postmaster. Operacyjną kontrolę nad jednostką dzieliły między sobą Operacje Połączone i SOE. Liczyła maksymalnie 55 ludzi. |
| Middle East Commando                    | 1941−1942      | Cyrenajka (1941) | Utworzone z pozostałości oddziału Layforce i innych sił specjalnych operujących na Bliskim Wschodzie. |
| Special Boat Section (1 SBS)            | 1941−1942      | Małe rajdy przy użyciu niewielkich łodzi i kajaków w basenie Morza Śródziemnego.                                                                                              | Utworzone na bazie sekcji kajakarzy (Folbot Section) z 8 Commando. Liczyło około 60 ludzi. W latach 1941–1942 w składzie Middle East Commando. Od początku 1942 ściśle współpracowało z L Detachment (SAS). W październiku 1942 wchłonięte przez 1 Pułk SAS (później przemianowane na Special Boat Squadron).                                                                                           |
| Special Boat Section (2 SBS)            | 1942–1945      | Małe rajdy oraz rekonesans plaż przy użyciu niewielkich łodzi i kajaków głównie na terenie Afryki Północnej i Włoch (pododdział „Z”) oraz Birmy (pododdziały „A”, „B” i „C”). | Utworzone na bazie 101. kompanii 6 Commando. Liczyło maksymalnie 160 ludzi. Dla odróżnienia od istniejącego już oddziału o tej samej nazwie przez pewien czas zwane „2 SBS”. Spadkobiercą tradycji obu z nich jest Special Boat Service. |

## Komandosi Royal Marines

### Geneza
Choć Korpus Royal Marines (Królewskiej Piechoty Morskiej) był formacją posiadającą duże doświadczenie w działaniach desantowych z morza, do 1939 roku jego głównym zadaniem było dostarczenie okrętom Royal Navy artylerzystów, a wśród jego kadr panowała niechęć do walk na lądzie. Wybuch wojny spowodował jednak potrzebę powołania nowych jednostek piechoty, w styczniu 1940 roku utworzono więc Royal Marine Brigade, rok później rozbudowaną do rozmiarów dywizji. Swą uwagę zwrócił na nią Szef Operacji Połączonych Louis Mountbatten, który szukając nowego źródła ochotników do oddziałów Commando, skierował do Admiralicji prośbę o zezwolenie na przeprowadzenie rekrutacji wśród kadr tej jednostki.

### Formowanie i organizacja
14 lutego 1942 z ochotników z Royal Marines Division stworzono pierwsze commando piechoty morskiej – Royal Marine Commando (wkrótce potem przemianowane na A Commando). W październiku z 8 Batalionu RM sformowano drugi oddział, nazwany B Commando. Oba weszły w skład Special Service Brigade jako 40 i 41 Commando.
W 1943 roku na bazie pozostałych batalionów rozwiązanej Royal Marine Division stworzono sześć kolejnych command Royal Marines, którym nadano numery od 42 do 47. Podobnie jak w przypadku 41 (B) Commando, nie były one oddziałami złożonymi z ochotników; wcielano do nich automatycznie wszystkich członków dawnych batalionów RM, którzy zdołali ukończyć kurs Commando. W listopadzie 1943 roku commanda RM weszły w skład czterech brygad Special Service: 45. włączono do 1 Special Service Brigade, 40. i 43. do 2 Special Service Brigade, 42. i 44. do 3 Special Service Brigade, a 41., 46. i 47. do 4 Special Service Brigade. Na początku 1944 roku powstało dziewiąte i ostatnie z kolei – 48 Commando (w marcu dołączono je do 4 SSB).

### Działania bojowe

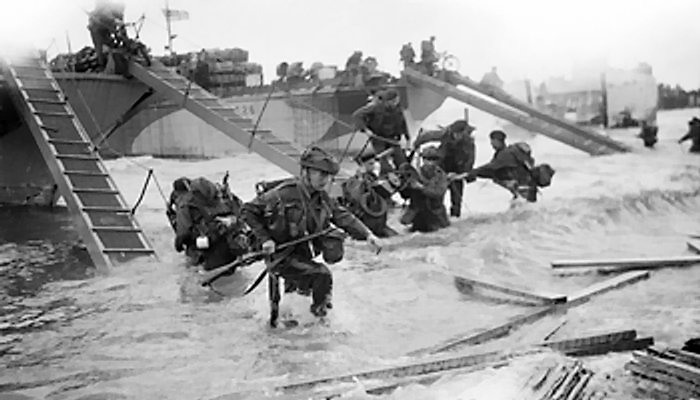
Desant dowództwa 4 Special Service Brigade na plaży Juno. Podczas walk w Normandii była ona w całości złożona z komandosów RM

Bojowym debiutem komandosów Royal Marines był rajd na Dieppe. A Commando stanowiło rezerwę dla lądujących w mieście oddziałów kanadyjskich. Jego żołnierze zostali wysłani do boju w końcowej fazie operacji, gdy klęska rajdu była już przesądzona. Widząc beznadziejność sytuacji i chcąc uniknąć niepotrzebnych strat, dowódca commando, płk Picton-Phillips nakazał wstrzymać lądowanie oddziału. Rozkaz nie dotarł jednak do wszystkich, część komandosów kontynuowała natarcie. W rezultacie A Commando straciło 76 ludzi, wśród poległych był też Picton-Phillips.
W lipcu 1943 roku 40 i 41 Commando walczyły na Sycylii, a następnie wzięły udział w desantach na Półwyspie Apenińskim. 40 wylądowało we wrześniu przed głównymi siłami brytyjskiej 8 Armii pod Pizzo, a w październiku wraz z 3 Commando pod Termoli (Operacja Devon). 41 wraz z 2 Commando i rangersami ubezpieczało desant amerykańskiej 5 Armii pod Salerno (Operacja Avalanche).
Po włączeniu command piechoty morskiej w skład brygad Special Service do końca wojny walczyły one u boku armijnych w basenie Morza Śródziemnego, w zachodniej Europie i w Birmie.
| Jednostka                       | Lata istnienia                | Działania bojowe | Uwagi |
| ------------------------------- | ----------------------------- | --- | --- |
| (No.) 40 Commando               | 1942-                         | Dieppe (1942), Sycylia (1943), Apeniny (1943–1944), Bałkany (1945), Palestyna (1948), Malaje (1950–1952), Suez (1956), Borneo (1962–1966), Falklandy (1982), Irak (2003), Afganistan | W styczniu 1946 rozwiązane. W marcu 1946 odtworzone z kadr 44 Commando.                                                                                          |
| 41 Commando                     | 1942–1946 1950–1952 1960–1981 | Sycylia (1943), Salerno (1943), Normandia (1944), Walcheren (1944), Ren (1945), Korea (1950-1951)                                                                                    | |
| 42 Commando                     | 1943-                         | Birma (1944–1945), Palestyna (1948), Malaje (1950–1952), Suez (1956), Borneo (1962–1966), Falklandy (1982), Irak (2003), Afganistan                                                  | |
| 43 Commando                     | 1943–1946 1961-1968           | Anzio (1944), Dalmacja (1944), Grecja (1944), Comacchio (1945) | |
| 44 Commando                     | 1943–1946                     | Birma (1944–1945) | |
| 45 Commando                     | 1943-                         | Normandia (1944), Limburgia (1945), Ren (1945), Palestyna (1948), Malaje (1950–1952), Suez (1956), Aden (1964-67), Falklandy (1982), Irak (2003), Afganistan                         | |
| 46 Commando                     | 1943–1946                     | Normandia (1944), Ren (1945) | |
| 47 Commando                     | 1943–1946                     | Normandia (1944), Walcheren (1944) | |
| 48 Commando                     | 1944-1946                     | Normandia (1944), Walcheren (1944) | |
| Royal Marines Engineer Commando | 1943–1946                     | Dwie kompanie operowały w Europie, jedna na Dalekim Wschodzie. | Utworzone jako kompania, następnie rozbudowane do wielkości 3-kompanijnego commando. Jego rolą było udzielanie wsparcia inżynieryjnego innym oddziałom Commando. |

## Komandosi Royal Navy

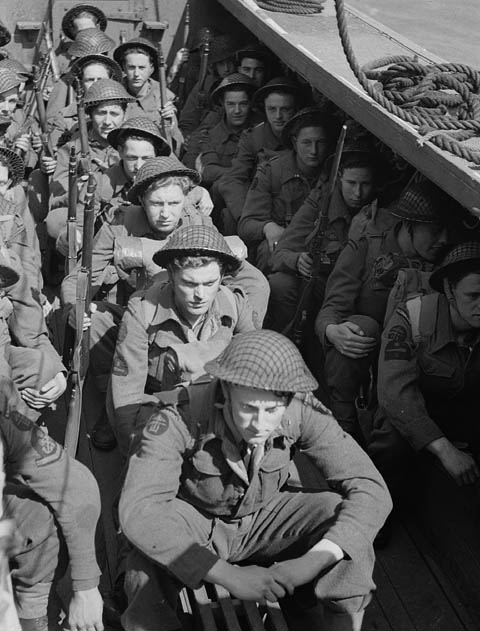
Komandosi RN w barce desantowej LCA (maj 1944)

Pierwsze rajdy komandosów z lat 1940–1941 często kończyły się fiaskiem, bądź połowicznym sukcesem z powodu wadliwego wyboru lub przygotowania miejsc desantu oraz nieodpowiedniej organizacji i koordynacji samego lądowania. W celu poprawy tego stanu rzeczy w 1941 roku powołano wyspecjalizowane oddziały Royal Navy zwane „beach parties”. Po raz pierwszy wypróbowano je w akcji podczas inwazji na Madagaskar, gdy koordynowały desant pod Diégo Suarez. Pełne powodzenie tej operacji sprawiło, że zapadła decyzja o utworzeniu na ich bazie oddziałów Royal Naval Beach Commandos, bardziej znanych pod skróconą nazwą Royal Naval Commandos (RNC).
Podstawowymi zadaniami stawianymi przed komandosami RN były: lądowanie na plaży przed lub wraz z pierwszą falą oddziałów desantowych, zabezpieczenie miejsca desantu, wyznaczenie obszaru lądowania i jego podział na odpowiednie sektory, organizacja i koordynacja wyładunku żołnierzy i sprzętu, usuwanie min, przeszkód i obiektów przeciwdesantowych, przekazywanie kolejnym falom oddziałów desantowych informacji o umocnieniach i sile nieprzyjaciela, nadzorowanie przepływu rannych i jeńców, wszelka pomoc w ewentualnym odwrocie i ewakuacji na okręty desantowe.

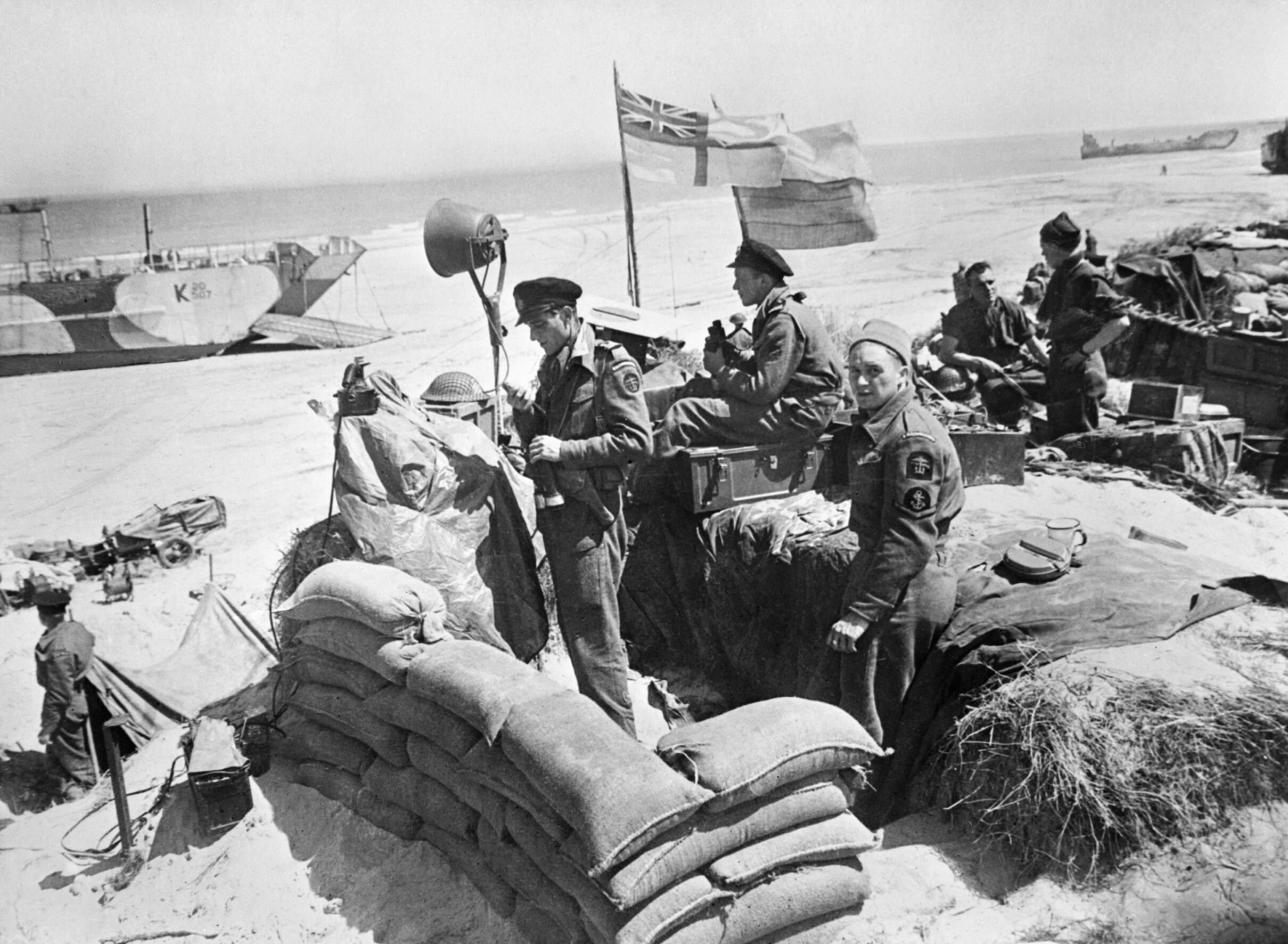
Komandosi RN na jednej z plaż Normandii (13 czerwca 1944)

Szkolenie przeprowadzano w ośrodku treningowym Operacji Połączonych w Ardentinny oraz w szkole komandosów w Achnacarry. Oprócz umiejętności i zagadnień ściśle związanych z desantem morskim obejmowało ono typowy kurs Commando, na który składało się m.in. posługiwanie się wszelkimi rodzajami broni, obsługa pojazdów, wspinaczka skalna, marsze na długich dystansach, sztuka przetrwania. Po jego ukończeniu marynarze otrzymywali prawo noszenia zielonego beretu komandosa. Niektórzy przechodzili dalsze specjalistyczne kursy np. spadochronowy lub nurkowania i byli przydzielani do SAS czy płetwonurków marynarki (commando frogmen).
W sumie w latach 1942–1943 sformowano 22 oddziały komandosów RN, oznaczone literami od „A” do „W” (z wyjątkiem „I”). Każdy składał się z 75 ludzi (w tym 10 oficerów) i był podzielony na trzy 25-osobowe pododdziały. Dowodził nim komandor porucznik lub komandor podporucznik.
Bojowym debiutem komandosów RN był rajd na Dieppe w sierpniu 1942 roku. Brali oni następnie udział we wszystkich ważniejszych morskich operacjach desantowych brytyjskiej armii na terenie Europy, Afryki i Azji do końca II wojny światowej. W 1945 roku oddziały RNC uległy likwidacji, a ich zadania przejęli Royal Marines.

## 30 Commando
Jednostka została utworzono we wrześniu 1942 roku z inicjatywy kmdr. Iana Fleminga (późniejszego autora książek o Jamesie Bondzie) pod nazwą Special Intelligence Unit. Została później przemianowana na 30 Commando i pod przykrywką nazwy Special Engineering Unit weszła w skład Special Service Brigade. Składała się z trzech sekcji: 33 Royal Marines, 34 Army i 36 Royal Navy. Oddział podlegał rozkazom Szefa Operacji Połączonych, jednak kontrolę nad sekcją RN zachowała Admiralicja.
Była to jednostka wyspecjalizowana w pozyskiwaniu danych wywiadowczych na linii lub za linią frontu. Oprócz standardowego kursu Commando jego członkowie przechodzili szkolenie m.in. w zakresie podkładania i rozbrajania ładunków wybuchowych, poszukiwania i rozpoznawania dokumentów nieprzyjaciela, włamywania się do sejfów, wykonywania fotografii, przesłuchiwania jeńców, technik ucieczki, skakania ze spadochronem.
Komandosi 30 Commando brali aktywny udział w działaniach bojowych u boku wojsk alianckich począwszy od Operacji Torch. Prowadzili intensywne działania we Francji i Niemczech. Niektóre szczegóły ich działalności na terenie III Rzeszy pozostają wciąż tajemnicą, choć wiadomo, że jednym z głównych ich zadań było przechwytywanie niemieckich naukowców i technologii. Znajdowali się wśród pierwszych oddziałów, które wkroczyły do Emden, Kolonii, Kilonii i Bremy.
Na przełomie 1943 i 1944 roku jednostka została przemianowana na 30 Commando Assault Unit, a w marcu 1945 roku na 30 Advance Unit. W marcu 1946 roku została rozwiązana.

## Odznaczenia
457 członków Commando otrzymało podczas II wojny światowej wysokie brytyjskie odznaczenia: 8 Krzyż Wiktorii, 37 Distinguished Service Order (9 dwukrotnie), 162 Military Cross (13 dwukrotnie), 32 Distinguished Conduct Medal i 218 Military Medal.
Odznaczeni Krzyżem Wiktorii, najwyższym brytyjskim orderem wojennym († – pośmiertnie):
- † ppłk Goeffrey Keyes (11 Commando), 17/18 listopada 1941, Beda Littoria (Operacja Flipper)
- ppłk Charles Newman (2 Commando), 27 marca 1942, Saint-Nazaire (Operacja Chariot)
- † sierż. Thomas Durant (1 Commando), 27 marca 1942, Saint-Nazaire (Operacja Chariot)
- mjr Patrick Porteus (4 Commando), 19 sierpnia 1942, Dieppe (Operacja Jubilee)
- † kpr. Henry Harden (Royal Army Medical Corps(inne języki), przydzielony do 45 Commando), 23 stycznia 1945, Brachterbreek (Operacja Blackcock)
- † por. George Knowland (1 Commando), 31 stycznia 1945, wzgórze 170 (bitwa pod Kangaw)
- † st. kpr. Thomas Hunter (43 Commando), 2 kwietnia 1945, Comacchio (Operacja Roast)
- † mjr Anders Lassen (Special Air Service, przydzielony do 2 Commando Brigade), 8 kwietnia 1945, Comacchio (Operacja Roast)

## 1 Samodzielna Kompania Commando
Jedyną polską jednostką Commando była 1 Samodzielna Kompania Commando. Została sformowana 20 września 1942 roku w Wielkiej Brytanii z ochotników z 2. batalionu 1 Brygady Strzelców. Jej dowódcą został kpt. Władysław Smrokowski. 10 października weszła w skład 10 Międzyalianckiego Commando jako jego 6. kompania, nadal stanowiła jednak jednostkę Polskich Sił Zbrojnych i organizacyjnie podlegała bezpośrednio Naczelnemu Wodzowi. Od listopada oddział przechodził intensywne szkolenie, w tym odbył 3-tygodniowy kurs Commando w Achnacarry. W sierpniu 1943 roku Mountbatten uznał 1 SKC za najlepiej przygotowaną do walki kompanię 10 Commando.
W grudniu 1943 roku kompanię, której stan osobowy ostatecznie został ustalony na 90 żołnierzy, skierowano na front włoski (w ramach 2 Special Service Brigade). Na przełomie grudnia i stycznia obsadzała ona linię frontu nad rzeką Sangro (w nocy 21/22 grudnia stoczyła pod Pescopennataro swój pierwszy bój). 17–19 stycznia wzięła udział w alianckiej ofensywnie nad Garigliano, po czym przeszła do odwodu brytyjskiego X Korpusu. 4 kwietnia 1944 roku została wyłączona ze struktur Commando i podporządkowana 2 Korpusowi Polskiemu. 16–19 maja uczestniczyła w bitwie o Monte Cassino, szturmując wzgórze San Angelo. W lipcu walczyła pod Ankoną, gdzie dobiegł końca jej szlak bojowy.
15 sierpnia 1944 roku kompania została rozwiązana, a na bazie jej kadr utworzono batalion, nazwany później 2 Batalionem Komandosów Zmotoryzowanych (nie otrzymał on jednak statusu Commando). 1 SKC straciła w walkach 18 zabitych i 70 rannych. Jej członkowie zostali odznaczeni jednym Orderem Virtuti Militari klasy IV (dc-a mjr Smrokowski) oraz 19 klasy V, 47 Krzyżami Walecznych, a także po jednym Military Cross i Military Medal.

## Po II wojnie światowej
Wkrótce po zakończeniu działań wojennych, 27 września 1945 roku w Komitecie Szefów Sztabu zapadła decyzja o rozpoczęciu likwidacji formacji Commando. Większość command piechoty morskiej i wszystkie armijne zostały rozwiązane do początku 1947 roku. Wcześniej, bo już w 1945 roku, przestały istnieć oddziały komandosów Royal Navy. W marcu 1946 roku zamknięto też centrum szkoleniowe w Achnacarry.

Naszywka współczesnych komandosów RM

W przyszłych konfliktach zbrojnych zadania komandosów miano powierzyć Royal Marines. W związku z tym zachowano trzy oddziały – 40, 42, i 45 Commando, które zgrupowano w ramach 3 Commando Brigade Royal Marines (później tymczasowo reaktywowano również 41 i 43). W skład brygady weszły potem również komponenty wojsk lądowych (29 Commando Regiment Royal Artillery, 24 Commando Regiment Royal Engineers i 1 Battalion The Rifles) oraz personel Royal Navy i RAF. Wszyscy jej członkowie muszą przystąpić do kursu Commando (Commando Course dla RM, All Arms Commando Course dla pozostałych) w ośrodku szkoleniowym RM w Lympstone. Dopiero po jego ukończeniu przysługuje prawo noszenia zielonego beretu oraz naszywki komandosa z nożem F-S.

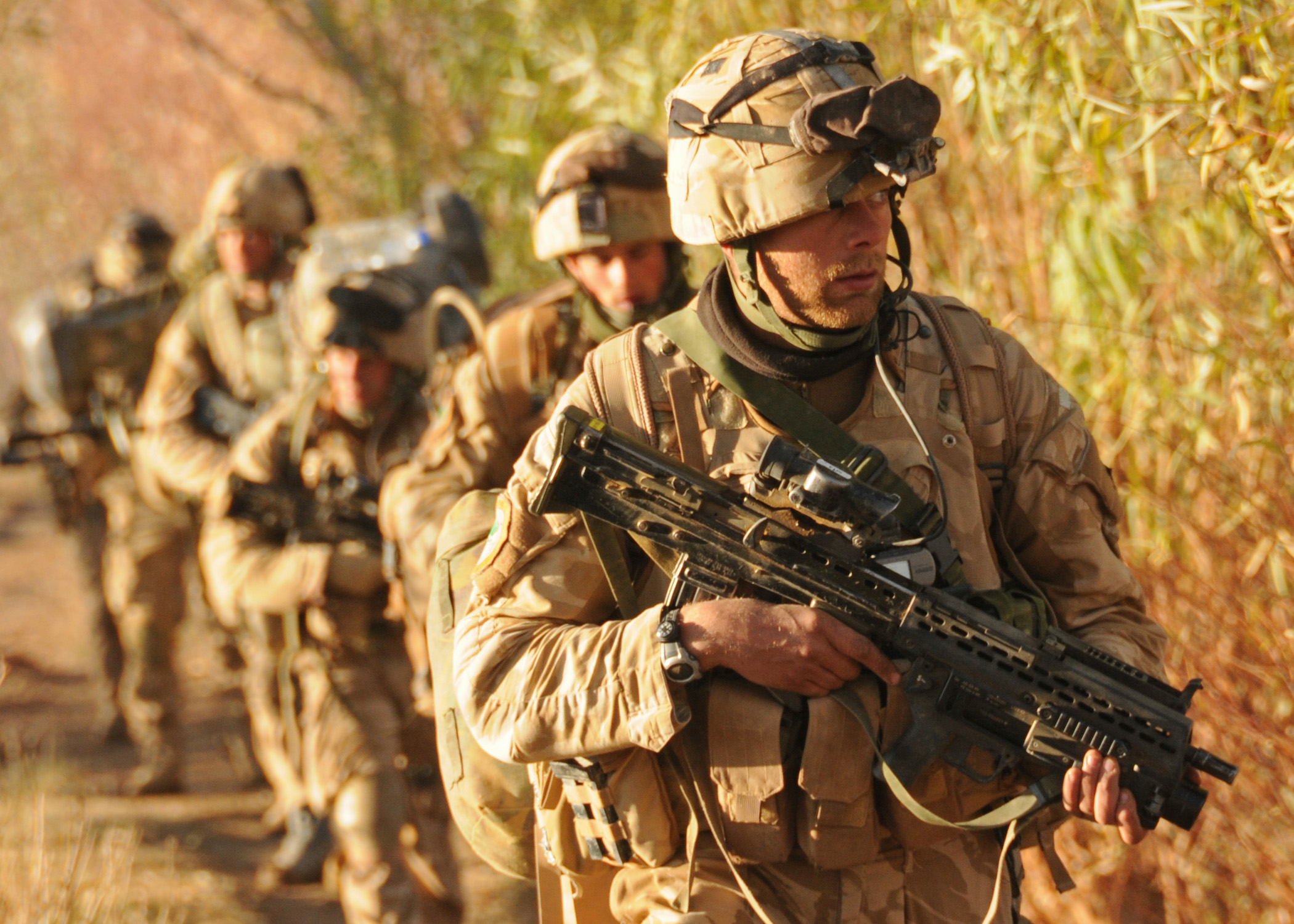
Żołnierze 42 Commando podczas Operacji Czerwony Sztylet w Afganistanie (styczeń 2009)

Po zakończeniu II wojny światowej oddziały Commando straciły charakter typowych sił specjalnych. Stały się natomiast elitarnymi siłami szybkiego reagowania, zdolnymi do walki w każdych warunkach klimatycznych i terenowych na obszarze całego globu. Po raz pierwszy po 1945 roku komandosi zostali użyci w akcji w 1948 roku, podczas wojny domowej w Palestynie. Od tego czasu nieprzerwanie przez kilkadziesiąt lat służyli w różnych częściach świata, biorąc udział w konfliktach zbrojnych okresu dekolonizacji i zimnej wojny np.: wojnie koreańskiej, wojnie na Malajach, kryzysie sueskim i adeńskim, konfrontacji indonezyjsko-malezyjskiej. W latach 1969–2000 elementy 3 Commando Brigade były rozmieszczone w Irlandii Północnej, w rejonach szczególnej aktywności irlandzkich nacjonalistów. W 1982 roku brygada stanowiła jeden z głównych komponentów brytyjskich sił ekspedycyjnych, które odbiły Falklandy. W XXI wieku brała udział w operacjach w Iraku i Afganistanie.
Jedynym operacyjnym oddziałem Commando pozostającym poza strukturami 3 Commando Brigade jest utworzona w 1980 roku Fleet Protection Group Royal Marines (dawniej Comacchio Group). Jej główne zadanie stanowi ochrona okrętów i nuklearnego arsenału Royal Navy. Jest kontynuatorką tradycji 43 Commando.

## Spuścizna
Do XXI wieku przetrwały tylko trzy oryginalne oddziały Commando, ale podtrzymują one tradycje pozostałych. Zielony beret, noszony również przez współczesnych brytyjskich komandosów, oraz sztylet F-S stały się atrybutami jednostek specjalnych w wielu państwach, a słowo komandos synonimem ich członka.
Wiele innych elitarnych formacji wojskowych wywodzi swe korzenie lub tradycje z oddziałów Commando, bądź też były na nich wzorowane. W Wielkiej Brytanii są to przede wszystkim Special Air Service (założone przez Davida Stirlinga, oficera 8 Commando), Special Boat Service (następczyni Special Boat Section) i Parachute Regiment (wywodzi się z 2 Commando).

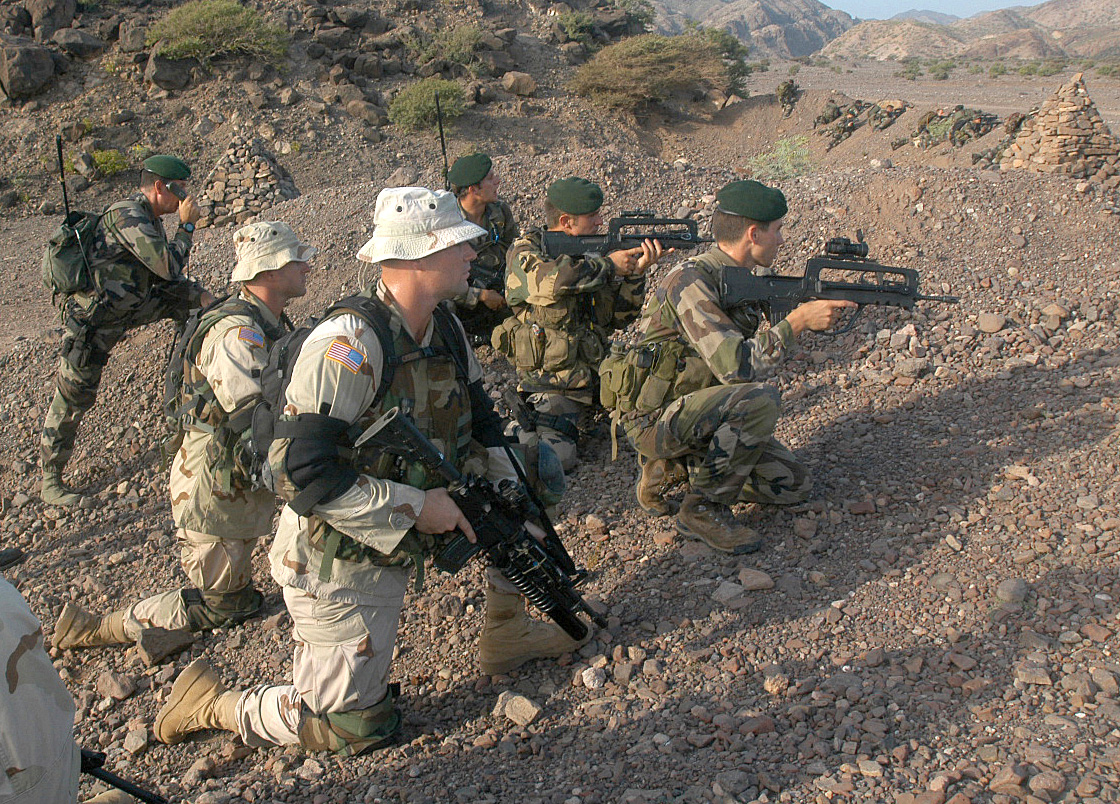
Commandos marine (w zielonych beretach) i żołnierze amerykańscy

Kadry rozwiązanego 10 Commando stały się po wojnie zalążkiem sił specjalnych powstających w ojczystych krajach jego członków. Kompanie francuskie dały początek commandos marine – komandosom francuskiej marynarki wojennej. Z kompanii belgijskich w maju 1945 roku utworzono Régiment Commando, który w 1952 roku połączono z oddziałami spadochronowymi w elitarny Régiment Para-Commando. Kompania holenderska stała się zalążkiem Regiment Speciale Troepen, czyli współczesnego Korps Commandotroepen. Tradycje polskiej kompanii przejął 1 Pułk Specjalny Komandosów.
Na oddziałach Commando były wzorowane podobne jednostki utworzone podczas II wojny światowej w innych krajach Wspólnoty Brytyjskiej – na przykład australijskie Niezależne Kompanie (Independent Companies, od 1943 roku Commando Squadrons) – a także amerykańskie bataliony rangersów. 1 Batalion Rangers został utworzony w czerwcu 1942 roku w Irlandii Północnej na podstawie rekomendacji Luciana Truscotta (oficera oddelegowanego do Dowództwa Operacji Połączonych), a następnie przeszkolony w Achnacarry przez brytyjskich komandosów. Formacja przeszła swój chrzest bojowy w sierpniu, gdy 50 rangersów przydzielonych do 3 i 4 Commando wzięło udział w rajdzie na Dieppe.